# Liste bronzezeitlicher Fundstätten in China
Dies ist eine Liste von bronzezeitlichen Fundstätten und meist nach diesen Fundstätten benannten Kulturen in China, die Archäologen entdeckt haben:
- Erlitou, erste und zweite Periode (Henan)
- Dongxiafeng (Shanxi)
- Taosi (Shanxi)
- Yueshi (Shandong und Nord-Jiangsu)
- Xiajiadian, untere Schicht
- Siba (Oberlauf des Gelben Flusses)
- Zhouyuan (Shaanxi)
- Feng-Hao (Shaanxi)
- Xindian (Gansu)
- Siwa (Gansu)
- Shajing (Gansu)
- Xiajiadian, obere Schicht
- Xituanshan (Jilin)
- Ba-Shu (z. B. die Bronzen aus dem Dorf Sanxingdui, Provinz Sichuan)
- Wanjiaba (d. h. die Bronzen aus den Gräbern in Wanjiaba in Chuxiong, Provinz Yunnan)
- Shizhaishan (d. h. die Bronzen aus den Gräbern in Shizhaishan, Kreis Jinning, Provinz Yunnan, aus dem alten Staat Dian)

- Karte mit allen verlinkten Seiten:
- OSM |
- WikiMap